# ロバート・ヘイル
ロバート・ヘイル（Robert Hale, 1933年8月22日 - 2023年8月23日）は、アメリカ合衆国のバス・バリトン歌手。

## 生涯
テキサス州カー郡カービルの出身。ボストン大学とニューイングランド音楽院で学び、ニューイングランド音楽院からアーティスト・ディプロマを取得。また、メトロポリタン歌劇場のナショナル・カウンシルのオーディションの優勝者にもなった。
1967年にニューヨーク・シティ・オペラでジャコモ・プッチーニの『ラ・ボエーム』のコリーネ役を歌ってオペラ・デビューを飾る。以後、欧米各地の歌劇場に客演を重ねた。
2023年8月28日、死去が報じられた。